# شهرستان کولینسکی
شهرستان کولینسکی (به لاتین: Kulinsky District) یک منطقهٔ مسکونی در روسیه است که در داغستان واقع شده‌است.